# Frejulfe (Asturias)
Frejulfe (en asturiano Frexulfe) es una aldea de la parroquia de Piñera, en el concejo de Navia, en el occidente de Asturias, España. 
Según el nomenclátor de 2008 contaba con una población de 36 habitantes.
En las inmediaciones de la localidad se encuentra la playa del mismo nombre.

## Etimología
De *(villa) Fregiulfi, genitivo de Fregiulfus, nombre de origen germánico, indicando el possessor' de la villa medieval.